# Quanto costa morire
Quanto costa morire è un film del 1968 diretto da Sergio Merolle.

## Trama
Un sadico leader di una banda di ladri di bestiame, Scaife, terrorizza la gente di una cittadina del Colorado. L'ex sceriffo Bill Ransom, si oppone alla banda di Scaife in cui fa parte anche il suo vecchio amico Dan El che è anche il padre di Tony il figlio adottivo di Ransom.